# Thomas Nguyên Van Tân
Thomas Nguyên Van Tân (* 27. Dezember 1940 in Bãi Xan, Vietnam; † 17. August 2013) war ein römisch-katholischer Geistlicher und Bischof von Vĩnh Long. Sein Name kombiniert westliche Namenstradition (Thomas als Vorname vor den Familiennamen Nguyên) mit vietnamesischer (Van Tân als persönlicher Name steht hinter dem Familiennamen).

## Leben
Thomas Nguyên Van Tân studierte von 1961 bis 1970 Philosophie und Theologie am Päpstlichen Priesterseminar St. Pius X. in Đà Lạt. Er empfing am 21. Dezember 1969 in Vĩnh Long die Priesterweihe. Nach einem Doktoratsstudium an der römischen Päpstlichen Universität Gregoriana von 1971 bis 1974 wurde er zum Dr. theol. promoviert. Ab 1974 lehrte er am Seminar in Vĩnh Long, 1988 erfolgte die Ernennung zum Professor für Moraltheologie im Seminar in Cần Thơ und 1992 die Ernennung zum Professor des Diözesanseminars in Vĩnh Long.
Papst Johannes Paul II. ernannte ihn am 10. Mai 2000 zum Koadjutorbischof von Vĩnh Long. Die Bischofsweihe spendete ihm der Bischof von Vĩnh Long, Jacques Nguyên Van Mâu, am 15. August des nächsten Jahres; Mitkonsekratoren waren Pierre Nguyên Soan, Bischof von Qui Nhơn, und Raphaël Nguyễn Văn Diệp, emeritierter Koadjutorbischof von Vĩnh Long.
Mit der Emeritierung Jacques Nguyên Van Mâus folgte er ihm am 3. Juli 2001 als Bischof von Vĩnh Long nach.